# ディスク クリーンアップ
ディスク クリーンアップは、 Windows 98 以降の Windows に含まれているユーティリティソフトウェアである。

## 概要
削除しても安全なファイル（インターネット一時ファイルや、ごみ箱へ捨てられたファイル）をディスク内より抽出して削除することにより、ディスク領域の確保を行う。ユーザの設定により、洗い出されたファイルの内特定のカテゴリに属するファイルの削除を実施せず、一部のファイルの削除のみを行うことも可能である。
インストールされたプログラムを削除するために、コントロールパネルの機能である「プログラムの追加と削除」を呼び出したり、「システムの復元」で作成されたシステムバックアップのうち、最新のバックアップのみを残して古いものを削除する機能も持つ。
Windows のバージョンやインストールされているプログラムといった環境毎の差異によって、ディスク クリーンアップが削除可能な対象として列挙する項目は異なる。例えば Microsoft Office がインストールされている環境では、Office のインストール構成を変更するために使用される「Office セットアップ ファイル」という項目が表示される。

## ストレージ センサー
Windows 10 (build 17720) からは機能が強化された「ストレージ センサー」が搭載されるようになった。従来のディスク クリーンアップは非推奨ながらも、引き続き使用できる。

## 古いファイルの圧縮
Windows 2000 及び Windows XP に含まれるディスク クリーンアップには、 NTFS の圧縮機能を利用した「古いファイルの圧縮」という項目が存在したが、ディスクの使用状況によっては圧縮対象となるファイルの抽出に数分程度の時間を要するため、「古いファイルの圧縮」の項目を無効化する方法がマイクロソフトより提示されている。この項目は、 Windows Vista 以降の Windows には存在しない。